# Airbus Helicopters VSR700
Airbus Helicopters VSR700 — беспилотный разведывательный вертолёт, разрабатывается компанией Airbus Helicopters (ранее Eurocopter).

## Разработка
VSR700 разработан компанией Airbus, базируется на легком вертолете Cabri G2, разработанном и произведенном компанией Hélicoptères Guimbal . В конце 2017 года Airbus заключил контракт с ВМС Франции. При максимальном взлетном весе около 700 кг, VSR700 крупнее аналогичного Camcopter S-100, который ранее испытывался ВМС Франции.
Беспилотник предназначен для развертывания с десантных кораблей типа «Мистраль» и фрегатов.
Прототип VSR700 совершил первый полет в центре испытаний дронов недалеко от Экс-ан-Прованс во Франции, 8 ноября 2019 г.

## Лётно-технические характеристики
Общие характеристики
- Вместимость: 100 кг полезной нагрузки
- Длина: 6,2 м
- Ширина: 1,24 м
- Высота: 2,28 м
- Макс. взлётный вес: 700 кг
- Запас топлива: 185 л
- Силовая установка: дизельный двигатель Thielert Centurion,  мощностью 116 кВт
- Диаметр несущего винта:  7,2 м

Производительность
- Крейсерская скорость: 220 км/ч (120 уз)
- Продолжительность и дальность полёта: 10 часов или >8 часов с судна; 185 км (≈100 морск. миль)
- Практический потолок: 6,000 м

## Внешние ссылки
- История Airbus Helicopters VSR700